# De sermone Latino
Il De sermone Latino ad Marcellum libri V, o più semplicemente De sermone Latino, è un'opera di Marco Terenzio Varrone, non pervenuta, appartenente al gruppo di studi storico-letterari e filologici dell'erudito reatino.
In quest'opera, di cui rimangono solamente alcuni frammenti, Varrone descrisse il retto uso della lingua latina, le sue parentele con altre lingue e i suoi contatti con i dialetti italici. L'opera, dedicata ad un tale Marcello, era suddivisa in cinque libri.